# 10,000 Reasons
10,000 reasons is een nummer van de Britse christelijke aanbiddingsleider Matt Redman. Het nummer heeft een Grammy Award gewonnen in de categorie gospelmuziek in het jaar 2009. Het lied komt ook voor in de bundel Opwekkingsliederen als Tienduizend redenen (nummer 733) en is populair in met name evangelische kerken.
In 2013 kreeg het lied van Redman plotseling veel bekendheid in Nederland, toen het Koningslied gepresenteerd werd door componist John Ewbank. Een deel van dat lied leek namelijk erg veel op 10,000 Reasons. Daarmee geconfronteerd, gaf Ewbank de gelijkenis toe. Hij zei echter dat hij het lied niet kende en dat zijn compositie dateerde uit 2005, voordat alle commotie eromheen ontstond.